# Gottfried Wilhelm Völcker
Gottfried Wilhelm Völcker (né le 23 mars 1775 à Berlin et mort dans la même ville le 1er novembre 1849) est un peintre prussien spécialisé dans la représentation des bouquets et des fleurs.
Il fut également le directeur de la manufacture royale de porcelaine de Berlin de 1833 à 1848.